# Let's!TVプレイCLASSIC
Let's!TVプレイCLASSIC（レッツテレビプレイ クラシック）は、バンダイから発売されているTVゲーム機で、2006年に4機種が発売された。

## 概要
コントローラと一体化した本体に専用AVケーブルと電源用のACアダプタを差し込みテレビと繋げることでゲームができる。専用AVケーブル&アダプターセットは本体とは別売り。
ナムコとタイトーのゲームが1機種につき2本収録されていて、おまけとしてそれぞれのゲームのアレンジ版が併録されている。おまけのアレンジ版はナムコ系はキャラクターを流用したミニゲームで、タイトー系はプレイヤーキャラクターを変更したもの。
『ナムコノスタルジア3』は公式サイトに表記はないものの予約を開始していた店もあったが、メーカーの都合により発売中止となった。
なお、本シリーズ専用AVケーブル&アダプターセットは一部の製品に発火の危険性があるとして2007年1月に回収・交換の告知が出されている。
Let's! TV プレイシリーズ同様、本機もXaviXシステムを採用しているが、体感ゲーム要素はない。

## 収録されたソフト
- ナムコノスタルジア1
  - ゼビウス
  - マッピー
  - ゼビウス スクランブルミッション
  - マッピー ニャームコ団の逆襲
- ナムコノスタルジア2
  - ギャプラス
  - ドラゴンバスター
  - ギャプラス ファランクス
  - ドラゴンバスター ハンドレッド
- ナムコノスタルジア3（発売中止）
  - ドルアーガの塔
  - 超絶倫人ベラボーマン
  - ドルアーガの塔（アレンジ版）
  - 超絶倫人ベラボーマン（アレンジ版）
- タイトーノスタルジア1
  - 影の伝説
  - 黄金の城
  - 影の伝説 改伝 - 主人公は女忍者か忍犬を選択可能。
  - 黄金の城 アマゾネス - 主人公は弓使いのアマゾネス。
- タイトーノスタルジア2
  - 奇々怪界
  - スラップファイト
  - 奇々怪界 覚蓮坊 - 主人公が『地獄めぐり』の主役に変更。
  - スラップファイト タイガー - 自機が『タイガーヘリ』の機体に変更。